# 平川暁子
平川 暁子（ひらかわ あきこ）は、日本の物質科学者。東京大学薬学部助教授を経て、1989年より放送大学教養学部教授,千葉学習センター所長を歴任。2002年に退職し、放送大学名誉教授の称号を得た。

## 著書
- 1988年、『ラマン分光法』 (日本分光学会 測定法シリーズ)　　濱口宏夫共編著、学会出版センター
- 1990年、『基礎化学』　放送大学教育振興会
- 1993年、『自然と科学-物質編』　阿部龍蔵共編著、放送大学教育振興会
- 1994年、『基礎化学』　市村禎二郎共編著、放送大学教育振興会
- 1994年、『物質の科学と技術開発』　放送大学教育振興会
- 1995年、『物質の科学・物理化学』　土屋荘次共編著、放送大学教育振興会
- 1998年、『基礎化学』　市村禎二郎共編著、放送大学教育振興会
- 1999年、『物質の科学と技術開発』　道家達将共編著、放送大学教育振興会
- 1999年、『物質の科学・反応と物性』　土屋荘次共編著、放送大学教育振興会
- 2002年、『物質の科学・有機高分子』　西敏夫, 讚井浩平共編著、放送大学教育振興会
- 2002年、『物質の世界 : 化学入門』　濱田嘉昭共編著、放送大学教育振興会